# Marnay-sur-Seine
Marnay-sur-Seine ist eine französische Gemeinde mit 235 Einwohnern (Stand: 1. Januar 2022) im Département Aube in der Region Grand Est. Sie gehört zum Arrondissement Nogent-sur-Seine und zum Kanton Nogent-sur-Seine. Zudem ist die Gemeinde Teil des 2006 gegründeten Gemeindeverbands Nogentais. Die Einwohner werden Marnois genannt.

## Geographie
Marnay-sur-Seine liegt rund 53 Kilometer nordwestlich von Troyes und rund 75 Kilometer ostsüdöstlich von Paris im Nordwesten des Départements Aube an der Seine.
Nachbargemeinden sind La Saulsotte im Norden und Nordwesten, Barbuise im Norden und Nordosten, Pont-sur-Seine im Osten, Saint-Aubin im Süden sowie Nogent-sur-Seine im Westen.

## Bevölkerungsentwicklung
| Jahr                       | 1793 | 1800 | 1806 | 1841 | 1851 | 1856 | 1911 | 1921 | 1962 | 1968 | 1975 | 1982 | 1990 | 1999 | 2006 | 2011 | 2016 |
| Einwohner                  | 411  | 393  | 424  | 363  | 420  | 445  | 341  | 339  | 247  | 222  | 192  | 203  | 220  | 240  | 245  | 239  | 224  |
| Quellen: Cassini und INSEE |      |      |      |      |      |      |      |      |      |      |      |      |      |      |      |      |      |

## Sehenswürdigkeiten
- Dorfkirche Notre-Dame-de-l'Assomption aus dem 12. Jahrhundert
- Ehemaliges Priorat, heute Kulturzentrum
- Botanischer Garten mit etwa 3.000 Arten

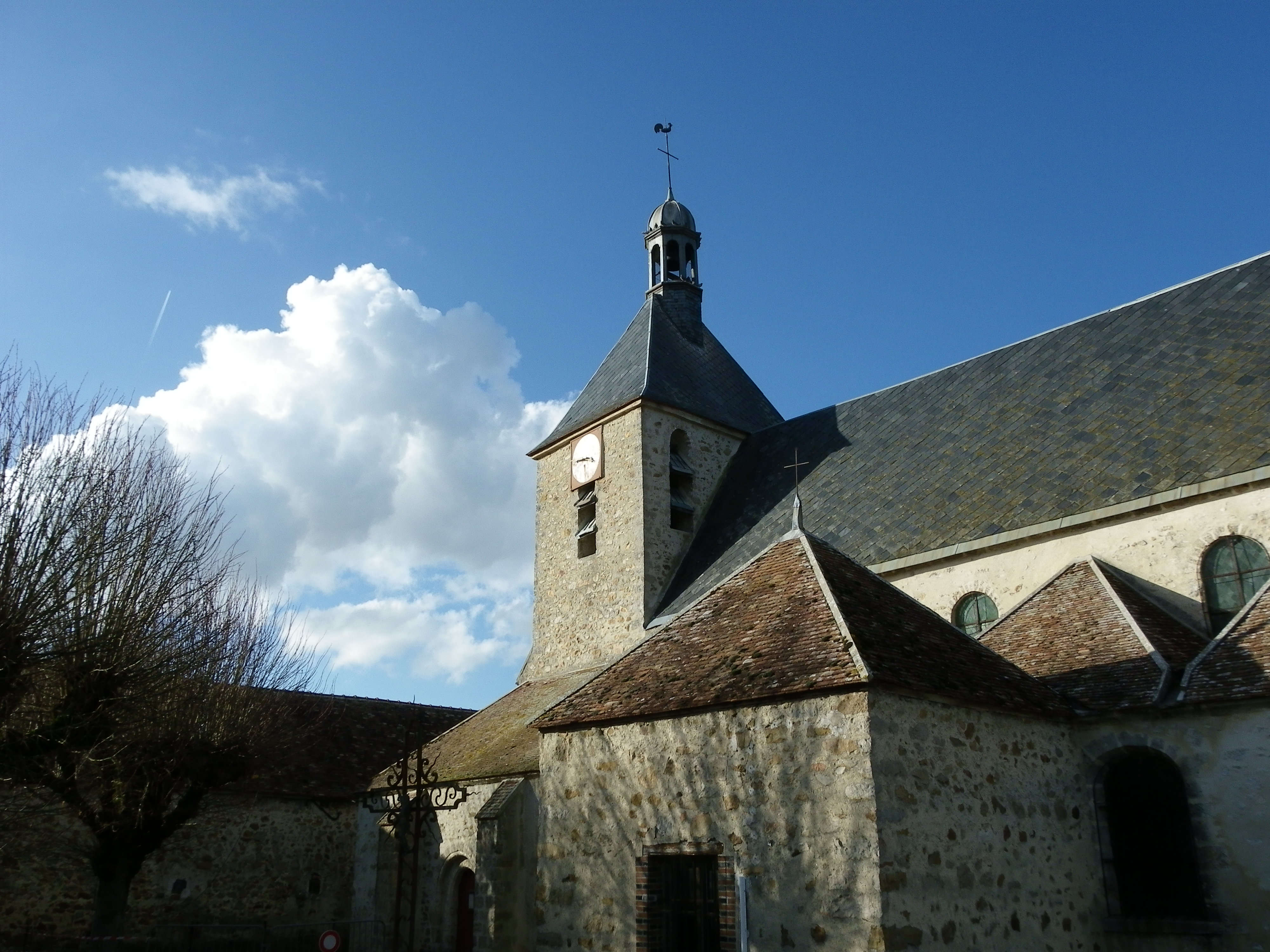
Kirche Notre-Dame-de-l'Assomption
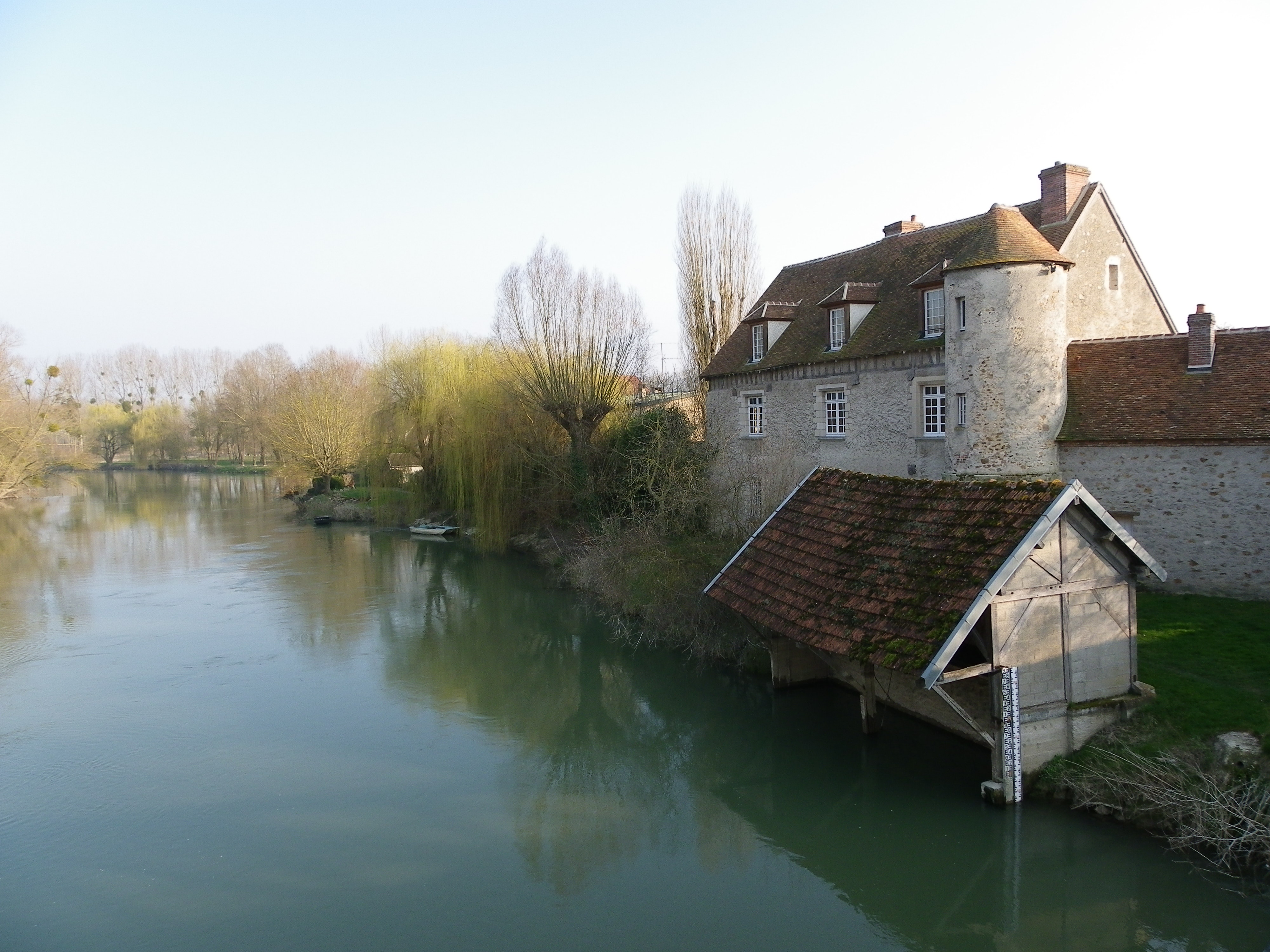
Früheres Priorat
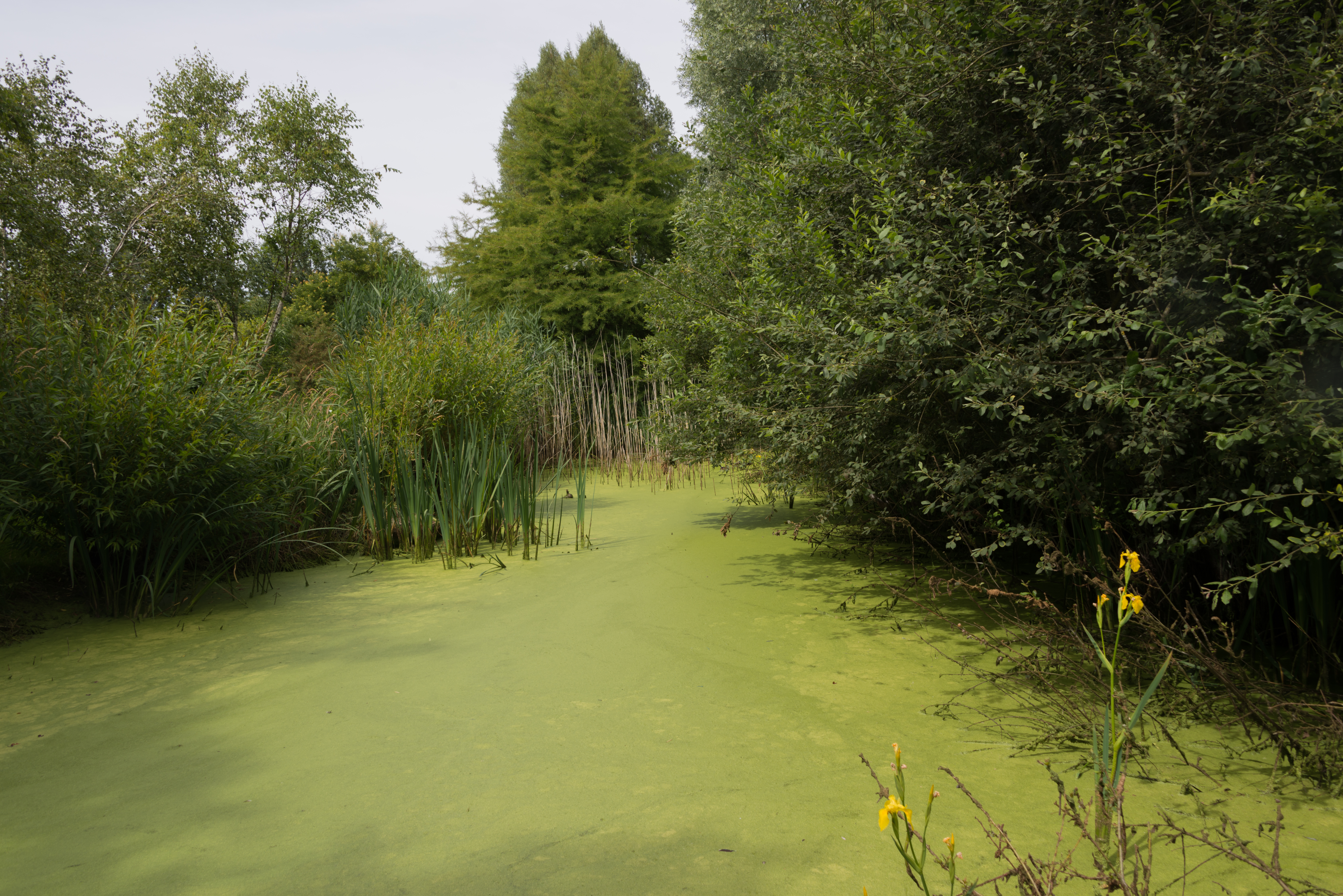
Botanischer garten

## Persönlichkeiten
- Frank Ténot (1925–2004), Journalist und Publizist, Bürgermeister von Marnay-sur-Seine von 1995 bis 2001